# Martha Schlamme
Martha Schlamme, all'anagrafe  Martha Haftel (Vienna, 25 settembre 1923 – Jamestown, 6 ottobre 1985) è stata un'attrice e cantante austriaca naturalizzata statunitense.

## Biografia
Nata a Vienna in una famiglia di ebrei ortodossi, Schlamme fu costretta a fuggire in Francia nel 1938 dopo l'Anschluss e successivamente in Inghilterra, dove fu internata come possibile nemica sull'Isola di Man. Fu nel campo di prigionia che cominciò a recitare, apparendo in una produzione di Come vi piace in tedesco. Dopo la guerra si trasferì a Londra, dove lavorando in ufficio guadagnava i soldi necessari per le lezioni di canto e piano. Nel 1948 si trasferì negli Stati Uniti, dove cominciò ad esibirsi in nightclubs e si affermò come interprete dell'opera di Brecht e Kurt Weill. Nel 1965 interpretò Jenny nella prima americana di Ascesa e caduta della città di Mahagonny in scena a Stratford, mentre nel 1968 fece il suo debutto a Broadway nel musical Il violinista sul tetto. Recitò anche in un acclamato allestimento dell'Opera da tre soldi in scena al New York City Center.
Morì nel 1985 all'età di sessant'anni, stroncata da un infarto.

## Filmografia parziale
- Fania - film TV (1980)